# Renca
Renca este un oraș și comună din provincia Santiago, regiunea Metropolitană Santiago, Chile, cu o populație de 133.518 locuitori (2012) și o suprafață de 24,2 km2.